# テレビゲームビジネス協議会
テレビゲームビジネス協議会（テレビゲームビジネスきょうぎかい、 Game Retailers Association ）は、1996年に結成されたゲームソフト販売店の団体。略称GRA。
1994年12月にソニー・コンピュータエンタテインメントが発売したプレイステーションの販売契約を巡ってジャパンテレビゲームチェーン協会（JAG）加盟のフランチャイズチェーン間で対立が生じ、空中分解したことから旧JAGの構成企業のうち明響社（TVパニック）、上昇（カメレオンクラブ）、ブルート、ボックスグループ（ドキドキ冒険島）の4社が中心となって結成され、上昇代表取締役社長・金岡勇均が理事長に就任した。
しかし、翌1997年初頭に金岡が理事長を辞任すると共に協議会を脱退しテレビゲームソフトウェア流通協会（ARTS）に参加。残されたチェーン各社はテレビゲーム専門店協会（ACES）を結成し、協議会は休眠状態となった。
ARTSとメーカー7社による中古ゲームソフト売買の是非を巡る裁判が東京・大阪の両高等裁判所において係争中であった2000年、ソニー・コンピュータエンタテインメントがPlayStation 2を発売。その際に、それまで販売店に支払っていたバックマージンを全廃することを表明。この件に関してはただでさえ新品の掛け率が引き上げられる一方で「新品専門店は成り立たない」と言う声が挙がっていた中での措置であり、どの小売店にとっても死活問題であった。そこで、ARTS加盟か否かを問わずメーカー側との協議のチャネルを持つ必要に迫られ、窓口を一本化することになり休眠中の協議会がアクト（wanpaku）などARTS加盟のFCも含めて再始動したが、卸売条件を大きく改善するには至らなかった。
2002年に日本テレビゲーム商業組合が結成されたことに伴い自然消滅。